# 岩下壮一
岩下 壮一（いわした そういち、1889年9月18日 - 1940年12月3日）は、カトリック司祭・哲学者。大正から昭和初期の日本カトリック教会の精神的指導者と言われる。

## 経歴
父・岩下清周は、北浜銀行（破綻後は、三十四銀行－三和銀行）頭取や箕面有馬電気軌道（現：阪急阪神ホールディングス）、大阪電気軌道（現：近畿日本鉄道）の元社長を務め、温情舎小学校（現・不二聖心女子学院中学校・高等学校）を設立した聖公会信徒で、母・幽香子は華族出身でカトリック信者であり、末妹・亀代は聖心会の修道女であった。
幼少の頃、関節炎を患い右足に障害を負い、1899年、暁星小学校に編入、中学校時代、カトリックの洗礼を受け、洗礼名は「フランシスコ・ザベリオ」、代父は同級生の山本三郎（海軍少将山本信次郎の弟）で、彼は後に壮一の妹と結婚。
1906年に第一高等学校に入学、1909年に東京帝国大学（現・東京大学）哲学科に入学、1912年に大学院に進学する。大学院修了後の1915年に旧制第七高等学校造士館 (旧制)教授（英語）となった。
第一次世界大戦の終戦後の1919年文部省派遣留学生として欧州に出発。パリ、ルーヴァンなどで哲学を学んだ。1921年にロンドンで神学校に入り、ローマなどで神学を学んだ後、1925年にヴェネチアでカトリックの司祭となって帰国した。
司牧、宣教、学究、ハンセン病患者の福祉などに尽力した（1930年神山復生病院6代目院長 - 1940年）。中心となって作った公教青年会は、1920年に月刊誌『カトリック』を創刊、1921年に月刊誌『公敎靑年會々報』を発行。1923年1月1日、現在の「カトリック新聞」の前身となる『公教青年時報』を創刊した。現在の財団法人真生会館は、1933年に岩下が学生生活指導のために財団法人聖フィリッポ寮を設立したのが始まり。
1940年、神山復生病院院長を辞任し、興亜院の要請を受けて華北地方を巡行するが、旅行中に発病し、帰国直後死去した。墓所は不二聖心女子学院中学校・高等学校内にある。

## 著書
- 愛と理性と戦争 加持力教会と徴兵忌避事件 （カトリック研究社 1926年）
- アウグスチヌス 神の国（岩波書店〈大思想文庫6〉 1935年、復刊1985年）
- 信仰の遺産（岩波書店 1941年、復刊1982年）
- 中世哲学思想史研究（岩波書店 1942年、復刊1969年・1993年ほか）。オンデマンド版2015年
- カトリックの信仰（第2） 公教要理第1部解説 （ソフィア書院 1947年）、各・文庫判
- カトリックの信仰（第3） 御托身 公教要理第1部解説（ソフィア書院 1947年）、同
- カトリックの信仰（第4） 公教要理第1部解説（ソフィア書院 1948年）、同
  - カトリックの信仰 公教要理第1部解説（ソフィア書院 1949年）。合本
- キリストに倣ひて （中央出版社 1948年）
- 黙想の栞り（ソフィア書院 1950年）
- 岩下壮一全集（第1・2・3巻） 神学入門（中央出版社 1961-64年）
- 岩下壮一全集（第4巻） 信仰の遺産（改訂版）（中央出版社 1962年）
- 岩下壮一全集（第5巻） 教父研究（中央出版社 1962年）
- 岩下壮一全集（第6巻） 中世思想（中央出版社 1962年）
- 岩下壮一全集（第7巻） 哲学論集（中央出版社 1962年）
- 岩下壮一全集（第8巻） 救ライ五十年苦闘史（中央出版社 1962年）
- 岩下壮一全集（第9巻） 随筆集（中央出版社 1962年）、別冊は下記
- 岩下壮一 選集（全1巻、春秋社 1969年）
- カトリックの信仰（稲垣良典校訂・解説、講談社学術文庫、1994年6月／ちくま学芸文庫、2015年7月）
- 信仰の遺産（山本芳久校訂・稲垣良典解説、岩波文庫、2015年3月）

## 訳書
- マテオ・クロウリー・ブーヴィ述（岩下壮一訳）『遺訓 - 日本神学生に贈る』（公教神学校 1911年）

## 伝記研究
- 小林珍雄 『岩下神父の生涯』（岩下壮一全集 別冊）（中央出版社 1961年／復刻：大空社 1988年）大空社
- 重兼芳子 『闇をてらす足おと - 岩下壮一と神山復生病院物語』（春秋社 1986年、新版1999年）
- モニック 原山 『キリストに倣いて - 岩下壮一神父永遠の面影』（学苑社 1991年）
- モニック 原山 『続 キリストに倣いて - 岩下神父、マザー亀代子、シスター愛子の追憶』（学苑社 1993年）
- 小坂井澄 『人間の分際 神父・岩下壮一』（聖母の騎士社・聖母文庫 1996年） ISBN 978-4-88216-141-7
- 末永航「闘う神父　岩下壮一」- 『イタリア、旅する心 - 大正教養世代のみた都市と文化』（青弓社 2005年） ISBN 978-4-905497-30-1
- 輪倉一広『司祭平服（スータン）と癩菌 - 岩下壮一の生涯と救癩思想』（吉田書店 2015年） ISBN　978-4-905497-30-1